# Хелијаде
Хелијаде (грч. Heliades, лат. Heliades) су кћерке бога сунца Хелија и океаниде Климене.

## Митологија
Када је бог Зевс, оборио муњом Фаетонта, њиховог брата који је возио златна очева кола по небеском своду, због губитка брата, Фаетонтове сестре Хелијаде претвориле су се у тополе, а од њихових суза, које су падале у хладну воду реке Еридан, крај чије су обале четири месеца оплакивале брата, настао је ћилибар.